# Deutschlandbund
Der Deutschlandbund war eine von 1930 bis 1933 bestehende politische Organisation im Deutschen Reich, die sich dem „Kampf gegen den Faschismus“ widmete.

## Geschichte und Tätigkeit
Der Deutschlandbund wurde Ende 1930 als Reaktion auf den dramatischen Wahlerfolg der NSDAP bei den Reichstagswahlen vom September 1930 gegründet, bei denen die Partei von einer Splitterpartei mit 2 % der Wählerstimmen zur zweitstärksten Partei im Parlament mit 18 % der Stimmen wurde. Als überparteiliche Organisation sollte der Bund pro-republikanische und anti-nationalsozialistische Propaganda betreiben.
Die Organisation selbst formulierte ihr Selbstverständnis, ihre Ziele und Aufgaben in der ersten Ausgabe ihres Organs, den Blättern des Deutschlandbundes, folgendermaßen:
„Der Deutschlandbund ist keine Partei und kein Verein, er ist eine Gesinnungsgemeinschaft. Seine Idee ist der Erkenntnis entsprungen, daß es innerhalb und außerhalb der politischen Parteien gemeinsame Grundsätze und Ziele gibt, die von keiner Partei allein beansprucht werden können und gerade deshalb einen Mittelpunkt brauchen, damit sie im Kampf der Tagespolitik vor Verflachung und Entwertung bewahrt bleiben. Dieser Mittelpunkt will der Deutschlandbund sein. Die Ziele des Deutschlandbundes find: anständige politische Sitten, ein starker, gerechter und sauberer Staat, ein freies, übersichtliches und kulturell hochstehendes Deutschland. Der Deutschlandbund will keine eigene Politik treiben, sondern mithelfen, daß die sittlichen Voraussetzungen einer guten deutschen Politik geschaffen werden. Zu diesem Zweck stellt er sich folgende Aufgaben:
1. Kampf gegen Lüge und Verleumdung, gegen Eigennutz und Korruption im öffentlichen Leben;

2. Kampf gegen Gewalt und Terror im Streit der politischen Parteien;

3. Kampf gegen die Herrschaft der Phrase, gegen unsachliche Auseinandersetzung und politische Verflachung;

4. Kampf gegen politische Gleichgültigkeit und Entmutigung, aber auch gegen politische Großmannssucht und wirtschaftlichen Dilettantismus;

5. Kampf gegen die Ausnutzung wirtschaftlicher und seelischer Notzustände des Volkes zu politischen Abenteuern.

Die Grundlagen des Deutschlandbundes in diesem Kampf sind: die Liebe zu Deutschland, die Achtung vor der Reichsverfassung, der Glaube an unser Volk und seine Zukunft.“
Die Leitung des Deutschlandbundes lag in den Händen des Staatsrechtlers Hermann Heller. Andere Quellen geben an, dass der Ministerialdirektor Arnold Brecht den Bund leitete.
Zur Finanzierung der Organisation wurde bei der Preußenkasse ein geheimer Sonderfonds zur „geistigen Bekämpfung des Nationalsozialismus“ eingerichtet. Dieser wurde u. a. vom Präsidenten der Preußischen Zentralgenossenschaftskasse (Preußenkasse) Otto Klepper und dem Verleger Gottfried Bermann Fischer unterstützt. Die Gelder wurden auf ein auf den Namen von Arnold Brecht laufendes Sonderkonto bei der Preußischen Seehandlung (Staatsbank) eingezahlt. Die Verwendung der eingezahlten Mittel wurde nachgewiesen in Berichten an die Preußenkasse, die der spätere Bundespräsident und damaliger Geschäftsführer der Deutschen Bauernschaft und Aufsichtsratsvorsitzenden der Heimbank AG, Heinrich Lübke, verfasste (der letzte Bericht stammt von 1932).
Erstmals vor die Öffentlichkeit trat der Deutschlandbund mit einer großen Veranstaltung im Berliner Sportpalast.
Im Jahr 1931 gewann der Deutschlandbund mit dem aus der NSDAP ausgeschiedenen Kapitän Hellmuth von Mücke einen prominenten Propagandaredner, der bald zum Gesicht ihrer Öffentlichkeitsarbeit wurde.
Zusammen mit der Preußischen Regierung und dem Reichsbanner Schwarz-Rot-Gold unterstütze der Deutschlandbund 1931/1932 den „Aktionsausschuss zur Bekämpfung des Nationalsozialismus“.
Bis zum Frühjahr 1932 krankte die Organisation an chronischem Geldmangel. Erst anlässlich der Reichspräsidentenwahl vom Frühjahr 1932 gelang es, sie durch private Spenden auf ein ausreichendes finanzielles Fundament zu stellen.
Öffentlich hervor trat der Deutschlandbund insbesondere im Zusammenhang mit der Reichspräsidentenwahl vom Frühjahr 1932: Während des Wahlkampfes betrieb die Organisation Propaganda zugunsten des Amtsinhabers Paul von Hindenburg und gegen seinen Herausforderer Adolf Hitler. Zu diesem Zweck erhielt der Deutschlandbund auch Mittel aus einem „Sonderfonds zum Schutze der Demokratie“, den die preußische Regierung im April 1932 eingerichtet hatte. Ausschüttungen aus diesem Fonds zugunsten des Deutschlandbundes sollen jedoch auf privaten Spenden und nicht auf diesen einbezahlten Staatsmitteln beruht haben.
Die Unterstützung des Deutschlandbundes durch die Preußische Regierung hatte für die letztere schwerwiegende Folgen: Als die Reichsregierung unter Franz von Papen am 20. Juli 1932 die preußische Landesregierung durch eine Reichsexekution zwangsweise amtsenthob (Preußenschlag), nutzte sie als Begründung für ihr Vorgehen gegen die Landesregierung neben diversen anderen Vorgängen auch die finanzielle Unterstützung des Deutschlandbundes durch die preußische Regierung als vermeintliche Zweckentfremdung staatlicher Gelder für Parteizwecke, und fuhr die Reichsregierung in ihrer Öffentlichkeitsarbeit entsprechende Angriffe gegen die abgesetzte preußische Regierung.
Hans-Peter Ehni hat diese Anschuldigung in seiner Studie zur sozialdemokratischen Preußenregierung der Jahren 1928 bis 1932 als „unhaltbar“ bezeichnet, wobei er auf das Dementi des Ministers Nobis verwies.
Im Zusammenhang mit der von Helmuth Klotz verfassten Broschüre Der Fall Röhm, die die Homosexualität des Stabschefs der SA, Ernst Röhm, durch den Abdruck von Faksimiles intimer Privatbriefe öffentlich machte, aus denen diese hervorging, ließ Röhm durch seinen Anwalt Walter Luetgebrune Strafanzeige gegen den preußischen Minister Carl Severing und seinen Staatssekretär Wilhelm Abegg und einige andere hohe preußische Beamte stellen. Diesen warf er vor, Klotz illegal Zugang zu vertraulichen staatsanwaltschaftlichen Akten verschafft zu haben, in denen die besagten Briefe Röhms verwahrt wurden, um die Briefe abzuschreiben, abzufotografieren und sie dann in außergesetzlicher Weise (eben durch ihre Veröffentlichung in seiner Broschüre) als Mittel im politischen Kampf zu verwenden. Luetgebrune behauptete in seiner Strafanzeige, dass dem Staatssekretär Abegg als eine „politische Hilfsorganisation“ der Deutschlandbund unterstehe, der „von ihm mit öffentlichen Geldern zu politischen Zwecken, nämlich zum Kampf gegen den Faschismus unterstützt“ werden würde. Mit Wissen und Willen Abeggs und seines Ministerialdirektors und Pressechefs Hirschfeld sei nach seinen Recherchen, so Luetgebrune, der Publizist Helmuth Klotz im Deutschlandbund beschäftigt worden.
Der Deutschlandbund wurde knapp einen Monat nach der Bildung der Regierung Hitler verboten, unmittelbar nach dem Erlass der Notverordnung zum Schutz von Volk und Staat am 28. Februar 1933. Nach anderen Quellen bestand die Organisation sogar nur bis August 1932.

## Bewertungen
Die Nationalsozialisten erklärten den Deutschlandbund in ihrer Propaganda gleich nach seiner Gründung zu einem Trabanten der jüdischen Abwehrorganisation.
Nach Einschätzung von Arnold Paucker hatte der Deutschlandbund nur „sehr minimale Erfolge“ bei seiner „republikanischen Anti-Nazipropaganda“.